# U.S. Route 62
U.S. Route 62 (ou U.S. Highway 62) é uma autoestrada dos Estados Unidos.
Faz a ligação do Oeste para o Este. A U.S. Route 62 foi construída em 1930 e tem 2 248 milhas (3 617 km).

## Principais ligações
Autoestrada 27 em Lubbock

 Autoestrada 44 em Lawton

 Autoestrada 35/40 em Oklahoma City

 Autoestrada 24 em Paducah

 Autoestrada 71 em Columbus

 Autoestrada 80 perto de Youngstown